# Djha en de kat
De uitnodiging van Djha is een volksverhaal uit Marokko.

## Het verhaal
Djha koopt een kilo vlees en laat het klaarmaken door zijn vrouw. Djha valt in slaap en de zwager van Djha eet van het vlees, waarna hij vertrekt. Als Djha wakker wordt, ziet hij dat er alleen nog saus in de pan zit. Hij vraagt zijn vrouw waar het vlees is gebleven en zij antwoordt dat de kat het heeft opgegeten. Djha pakt de kat en zet hem op een weegschaal, het dier weegt precies een kilo. Djha vraagt dan waar de kat gebleven is.

## Achtergronden
- Djha of Djiha is een persoon die in veel volksverhalen in Noord-Afrika en het Midden-Oosten voorkomt. In Egypte heet hij Goha en in Turkije Nasreddin Hodja. Het is een slimme jongen die zich onnozel voordoet om machthebbers en rijken te foppen. Het is de ware wraak van het gewone volk op de heersende klassen.
- Vergelijk dit verhaal met De kat heeft het opgegeten uit Turkije.